# Paul Gallacher
Pour les articles homonymes, voir Gallacher.
Pour un autre footballeur, voir Paul Gallagher.
Paul Gallacher est un footballeur écossais, né le 16 août 1979 à Glasgow en Écosse. 
Il évoluait au poste de gardien de but.

## Biographie
Le 9 juin 2011, Paul Gallacher signe à Dunfermline Athletic qu'il avait quitté deux ans plus tôt.